# Gyatt
Gyatt（i/ɡjɑːt/；又可拼成Gyat）最初是一非洲裔美国人白话英语的感嘆詞，為「God」（上帝）的變體，例子有「Gyatt Damn」（該死）。到了2020年代，該詞在語義變化下又指「擁有豐滿肥臀，甚至沙漏形身材的異性（通常為女性）」。
字義轉變後，Gyatt於2022年開始在TikTok等社交媒體平台上，這一切要歸功於凱·塞納特等一眾實況主的推波助瀾，並因此成為網路迷因，且尤其受阿法世代的喜愛，美國方言學會也把它選作2023年的「年度非正式用語」之一。

## 字源

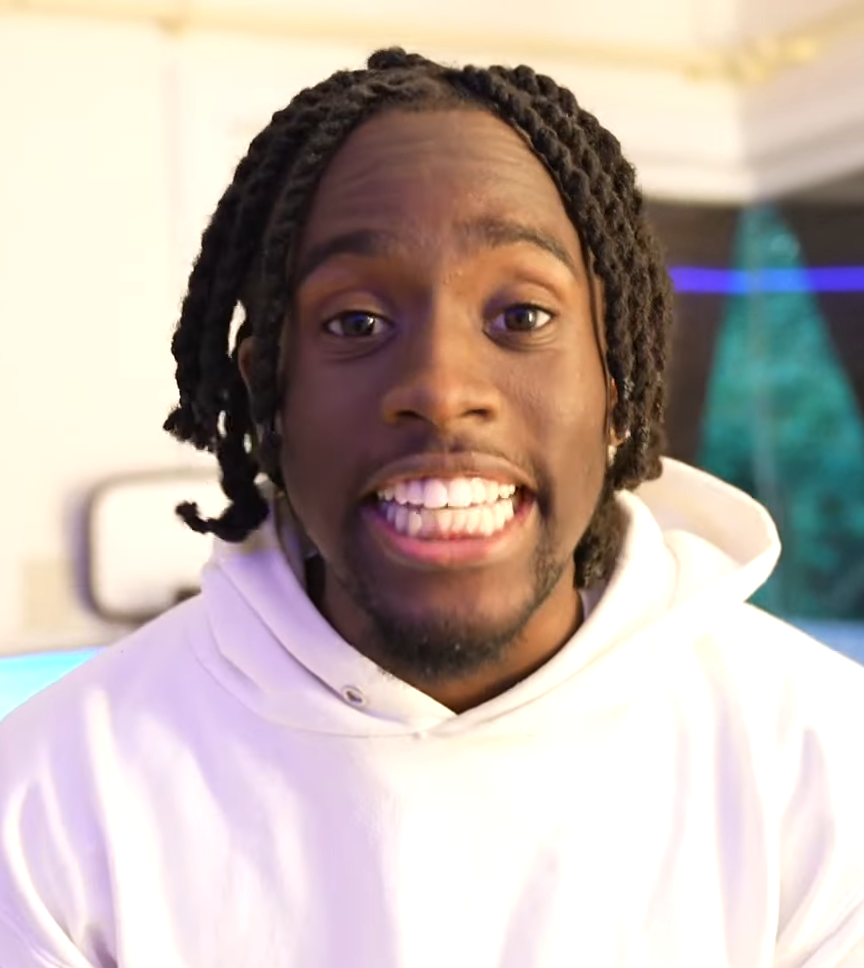
普及Gyatt一詞的凱·塞納特

美國語言學家約翰·麥克沃特稱Gyatt由意指「該死」的「Goddamn」演化而成。弗吉尼亚理工学院語言科學系博士後博士後凱莉·伊麗莎白·賴特（Kelly Elizabeth Wright）指該詞可溯源至牙買加人、美國南方黑人或其他非裔群體。包括波莫納學院語言學和認知科學助理教授妮可·霍利迪（Nicole Holliday）在內等大多數學者則指Gyatt來自非洲裔美国人白话英语。

### 語意轉變
Gyatt的當前字義被認為出自直播主「YourRAGE」約書亞·梅納德（Joshua Maynard）之口，用來形容「引人注目的女性」，後來被另一直播主凱·塞納特普及。前者在其一YouTube Shorts影片中解釋道：
大家說的都是「God damn」或「Golly」，但我的發音很奇怪，總是說成「Gyatt」，而從來不說「God damn」。2020年時，我的觀眾注意到這一點後為了取笑我，就在聊天室裡打「Gyatt」。——YourRAGE，"THE ONLY DEFINITION OF #GYATT 😒 #gyat #gyatttttttt"（2023）
2023年10月2日，一位帳號名為「@ovp.9」的TikTok用戶上傳了一段內有《要塞英雄》的角色唱著Suicidal-Idol的歌曲〈ecstacy〉的惡搞音樂短片。該影片包含一系列諸如Gyatt、Rizz及西格馬男人等网络文化俚語。《紐約時報》的麥迪遜·基爾舍（Madison Kircher）稱這短片是Gyatt一詞爆紅的關鍵。此外，網民也為該字創造了許多如「姑娘你的屁股真翹」（Girl Your Ass [is] Thick）、「姑娘你真會打扮」（Girl You Ate That [Treat]）和「重振旗鼓」（Get Your Act Together）等逆向首字母缩略词。

## 使用
奈及利亞網媒Legit.ng的奈特·蒙吉納（Night Morgina）認為Gyatt多在男性看到身材上凸下翹的女性時使用，也可表示對某物具熱誠或充滿興趣。
媒體將Gyatt描述為Z世代和阿法世代共通的詞語。《今天》的伊莉絲·索萊（Elise Solé）報導Gyatt一詞於Discord、TikTok、Twitch、Instagram和YouTube等網路平台被使用。而在該群體的推廣之下，數位行銷也開始在文章中加入該詞來吸引新顧客。然而部分Z世代認為Gyatt並不流行於該群體之間。